# Vicariato apostolico di Mitú
Il vicariato apostolico di Mitú (in latino: Vicariatus apostolicus Mituensis) è una sede della Chiesa cattolica in Colombia immediatamente soggetta alla Santa Sede. Nel 2022 contava 20.103 battezzati su 44.700 abitanti. È retto dal vescovo Medardo de Jesús Henao del Río, M.X.Y.

## Territorio
Il vicariato apostolico comprende l'intero dipartimento colombiano di Vaupés, costituito dai comuni di Carurú, Mitú e Taraira, e dai distretti (corregimientos) di Pacoa, Papunahua e Yavaraté.
Sede del vicariato è la città di Mitú, dove sorge la cattedrale di Maria Immacolata.
Il territorio si estende su una superficie di 54.132 km² ed è suddiviso in 9 parrocchie.

## Storia
La prefettura apostolica di Mitú fu eretta il 9 giugno 1949 con la bolla Evangelizationis operi di papa Pio XII, ricavandone il territorio dal vicariato apostolico dei Piani di San Martino (oggi arcidiocesi di Villavicencio).
Il 19 gennaio 1989 cedette una porzione del suo territorio a vantaggio dell'erezione del vicariato apostolico di San José del Guaviare (oggi diocesi).
Il 19 giugno dello stesso anno per effetto della bolla Laetantes cernimus di papa Giovanni Paolo II la prefettura apostolica fu elevata al rango di vicariato apostolico con il nome di vicariato apostolico di Mitú-Porto Inírida.
Il 30 novembre 1996 cedette una porzione di territorio a vantaggio dell'erezione del vicariato apostolico di Inírida e contestualmente assunse il nome attuale.

## Cronotassi dei vescovi
Si omettono i periodi di sede vacante non superiori ai 2 anni o non storicamente accertati.
- Gerardo Valencia Cano, M.X.Y. † (19 luglio 1949 - 24 marzo 1953 nominato vicario apostolico di Buenaventura)
- Heriberto Correa Yepes, M.X.Y. † (11 novembre 1953 - dicembre 1966 dimesso)
- Belarmino Correa Yepes, M.X.Y. † (30 ottobre 1967 - 19 gennaio 1989 nominato vicario apostolico di San José del Guaviare)
- José Gustavo Ángel Ramírez, M.X.Y. † (19 giugno 1989 - 15 settembre 2009 ritirato)
  - Sede vacante (2009-2013)
- Medardo de Jesús Henao del Río, M.X.Y., dal 23 novembre 2013

## Statistiche
Il vicariato apostolico nel 2022 su una popolazione di 44.700 persone contava 20.103 battezzati, corrispondenti al 45,0% del totale.
| anno | popolazione | popolazione | popolazione | presbiteri | presbiteri | presbiteri | presbiteri                | diaconi | religiosi | religiosi | parrocchie |
| anno | battezzati  | totale      | %           | numero     | secolari   | regolari   | battezzati per presbitero | diaconi | uomini    | donne     | parrocchie |
| ---- | ----------- | ----------- | ----------- | ---------- | ---------- | ---------- | ------------------------- | ------- | --------- | --------- | ---------- |
| 1950 | 1.000       | 10.000      | 10,0        | 5          |            | 5          | 200                       |         | 8         | 13        |            |
| 1966 | 10.325      | 18.000      | 57,4        | 19         |            | 19         | 543                       |         | 28        | 33        | 10         |
| 1970 | 28.000      | 36.000      | 77,8        | 17         |            | 17         | 1.647                     |         | 25        | 36        |            |
| 1976 | 55.811      | 67.080      | 83,2        | 16         | 1          | 15         | 3.488                     | 1       | 23        | 30        | 16         |
| 1980 | 112.500     | 134.500     | 83,6        | 17         | 2          | 15         | 6.617                     |         | 25        | 32        | 17         |
| 1990 | 28.000      | 35.000      | 80,0        | 12         |            | 12         | 2.333                     |         | 13        | 12        | 8          |
| 1999 | 20.000      | 26.000      | 76,9        | 11         | 4          | 7          | 1.818                     |         | 10        | 16        | 9          |
| 2000 | 19.800      | 21.906      | 90,4        | 12         | 5          | 7          | 1.650                     |         | 9         | 13        | 9          |
| 2001 | 21.000      | 26.500      | 79,2        | 14         | 7          | 7          | 1.500                     |         | 10        | 15        | 8          |
| 2002 | 23.000      | 28.000      | 82,1        | 15         | 7          | 8          | 1.533                     |         | 8         | 12        | 9          |
| 2003 | 23.000      | 26.300      | 87,5        | 17         | 9          | 8          | 1.352                     |         | 10        | 12        | 9          |
| 2004 | 25.000      | 28.000      | 89,3        | 15         | 6          | 9          | 1.666                     |         | 11        | 10        | 9          |
| 2010 | 23.300      | 29.400      | 79,3        | 14         | 5          | 9          | 1.664                     |         | 12        | 9         | 9          |
| 2014 | 15.200      | 40.000      | 38,0        | 27         | 16         | 11         | 562                       | 1       | 11        | 4         | 9          |
| 2017 | 17.403      | 43.000      | 40,5        | 15         | 8          | 7          | 1.160                     |         | 7         | 4         | 9          |
| 2020 | 19.509      | 43.358      | 45,0        | 20         | 13         | 7          | 975                       | 1       | 7         | 4         | 9          |
| 2022 | 20.103      | 44.700      | 45,0        | 21         | 13         | 8          | 957                       | 1       | 9         | 3         | 9          |